# Dienstauszeichnung der NSDAP
Die Dienstauszeichnung der NSDAP war ein Ehrenzeichen der NSDAP (Nationalsozialistische Deutsche Arbeiterpartei).
Das öffentliche Zeigen des Abzeichens ist in Deutschland als Verwenden von Kennzeichen verfassungswidriger Organisationen gemäß § 86a StGB strafbar.

## Im Nationalsozialismus

II. Stufe in Silber

III. Stufe in Gold

Die Dienstauszeichnung der NSDAP wurde per Anordnung vom 2. April 1939 durch Adolf Hitler gestiftet und konnte an alle Parteigenossen, ganz gleich ob Politische Leiter oder Angehörige einer dazugehörigen Gliederung, als Anerkennung für treue Pflichterfüllung verliehen werden. Dabei spielte es keine Rolle, ob die Beliehenen haupt- oder ehrenamtlich arbeiteten.

### Stufen
Die einzelnen Stufen gliederten sich nach der aktiven Dienstzeit: 
- III. Stufe in Gold nach 25 Dienstjahren an einem roten 35 mm breiten Ordensband mit weißschwarzweiß geränderten goldbraunen Randstreifen
- II. Stufe in Silber nach 15 Dienstjahren an einem blauen 35 mm breiten Ordensband mit zwei weißen Randstreifen
- I. Stufe in Bronze nach 10 Dienstjahren an einem braunen 35 mm breiten Ordensband mit zwei weißen Randstreifen

### Aussehen
Die Auszeichnung ist ein Ordenskreuz mit geschweiften Balken und Strahlenbündeln in den Winkeln. In der Kreuzmitte ist der Parteiadler abgebildet, der in seinen Fängen das Hakenkreuz trägt, das von einem Eichenkranz umschlossen ist. Die Kreuzarme sowie das Avers sind in der II. Stufe blau, bei der III. Stufe weiß emailliert.
Im Revers die vierzeilige Inschrift Treue für Führer und Volk.

### Trageweise
Die Dienstauszeichnung wurde an der großen Ordensschnalle getragen. Bemerkenswert war, dass Frauen die Auszeichnung an einem 15 mm breiten Band um den Hals trugen (vgl. Mutterkreuz). An der kleinen Ordensschnalle wurden nur die dazugehörigen Bänder getragen. Bei Verleihung einer höheren Stufe musste die niedrigere nicht abgelegt, sondern durfte weitergetragen werden.

## Heute: Verfassungsfeindliches Abzeichen
Nach dem Gesetz über Titel, Orden und Ehrenzeichen vom 26. Juli 1957 ist die Dienstauszeichnung der NSDAP in der Bundesrepublik Deutschland in keiner Form zulässig.